# Шогакн
Завод «Шогакн» (бывший завод «Кристалл») является крупнейшим алмазообрабатывающим предприятием в Армении.
Первая партия бриллиантов армянской обработки была произведена в марте 1971 г. на заводе «Кристалл» Нор Ачна.
В последующие годы «Кристалл» был переименован в «Станкостроительный», позже в «Шогакн» в 1992. Впервые в
Армении были обработаны алмазы в форме «Маркиза», «Овал», «Груша», а также «Изумруд»,
«Багет» и разнообразные треугольники.

## История
В июле 2000 года завод «Шогакн» был приватизирован и приобретен Львом Леваевым — владельцем крупной
израильской корпорации по обработке алмазов «L.L.D. Diamonds» Ltd.
К концу 2002 года число работников было доведено до 1200 человек а производительность 25-35 тысяч
карат бриллиантов в месяц.
В 2008 году стало известно о приостановлении работы ЗАО "Шогакн".